# マリオ・アールツ
マリオ・アールツ（Mario Aerts、1974年12月31日 - ）は、ベルギー、ヘレンタルス出身の元自転車競技（ロードレース）選手。サイレンス・ロット所属。スーパーマリオのニックネームを持つ。

## 来歴
1996年にプロ転向。2002年にフレッシュ・ワロンヌを制覇。同年のツール・ド・フランスでは、山岳賞部門の2位に入った。もっとも、フレッシュ・ワロンヌでの勝利以後、ワンデー、ステージ問わず勝利実績がない。一方、グランツールの出場歴も少なくなく、2005年のブエルタ・ア・エスパーニャでは総合15位に入った。また、2008年の北京オリンピック・個人ロードレースでは、8位入賞を果たした。
2011年限りで現役を引退。
引退以降もロットに在籍し、2014年から2016年までスポーツディレクターを務めた。この3年間以外もアシスタント・スポーツディレクターを務めている。

## グランツールにおける総合成績

### ツール・ド・フランス
- 1999 : 21位
- 2000 : 28位
- 2001 : 27位
- 2002 : 50位
- 2003 : 89位
- 2005 : 112位
- 2006 : 106位
- 2007 : 70位
- 2008 : 31位

### ブエルタ・ア・エスパーニャ
- 2005 : 15位
- 2007 : 28位

### ジロ・デ・イタリア
- 2007 : 20位